# Prehistoria de Malta

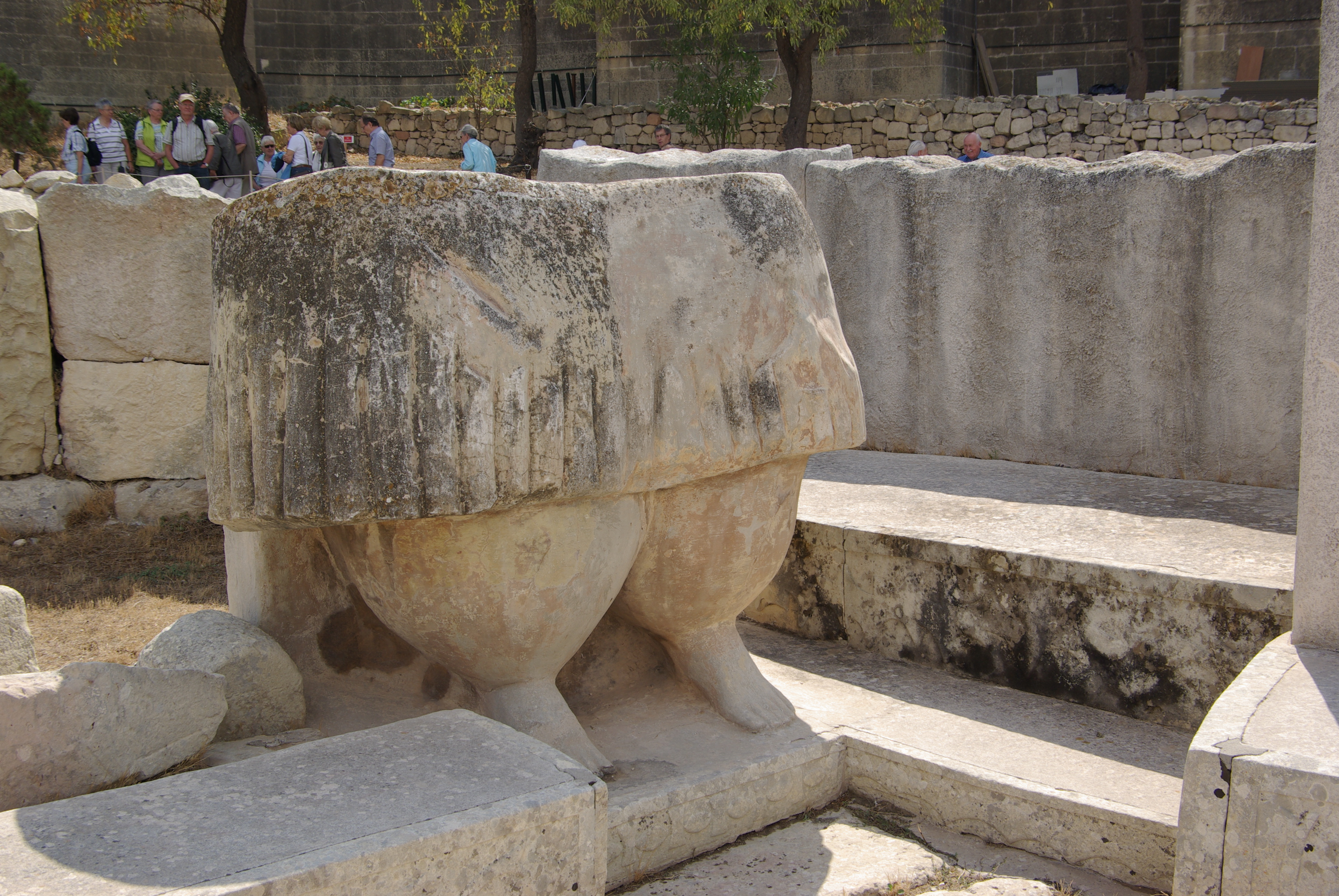
Restos arqueológicos en Tarxien.

La llegada del hombre al Mediterráneo central fue relativamente tardía. En Sicilia los más antiguos restos pertenecen al Paleolítico Superior.

## Neolítico
En Malta no se encuentra actividad humana hasta el Neolítico. Los restos mejor datados pertenecen a los años 5000 a. C. a 4500 a. C. y provienen de tribus que se desplazaron desde Sicilia en rudimentarias embarcaciones y se asentaron tanto en la isla de Malta como en la  de Gozo. Trajeron con ellos semillas para el cultivo de grano y los primeros animales de granja domésticos, al igual que la técnica del tallado de la piedra y una alfarería muy rudimentaria parecida a la encontrada en Siracusa y Agrigento. La lava y la obsidiana se importaban desde la vecina isla. Se hacían instrumentos cortantes y se exportaban textiles manufacturados. En un principio el reducido número de pobladores habitaba en cuevas. Más tarde se construyeron pequeñas aldeas en la parte oriental de las islas. Los más antiguos signos de enterramientos se han encontrado en Skorba con figurillas de barro cocido y una diosa madre similar a las que se pueden encontrar en otros puntos del Mediterráneo por la misma época, lo que hace pensar en unos intercambios culturales fluidos y permanentes.

## La Era de los Templos
Cuando en Sicilia, sur de Italia y las islas de alrededor se desarrollaba la Edad del Cobre, Malta proseguía con el uso de la piedra, lo que dio lugar a una de las culturas más singulares del Mediterráneo, la llamada Era o Edad de los Templos (4000 a. C. - 2500 a. C.), por las grandes construcciones megalíticas que se llevaron a cabo. La importación de materiales continúa, aún más acentuada que en el periodo anterior. Los pobladores conocían de la existencia de los metales y su uso, pero renunciaron a los mismos, probablemente por necesitar importarlos. Desde el 3600 a. C. al 3000 a. C. se produce un extraordinario desarrollo con importantes mejoras de las técnicas de cultivo y una organización política y social primitiva muy eficiente. 

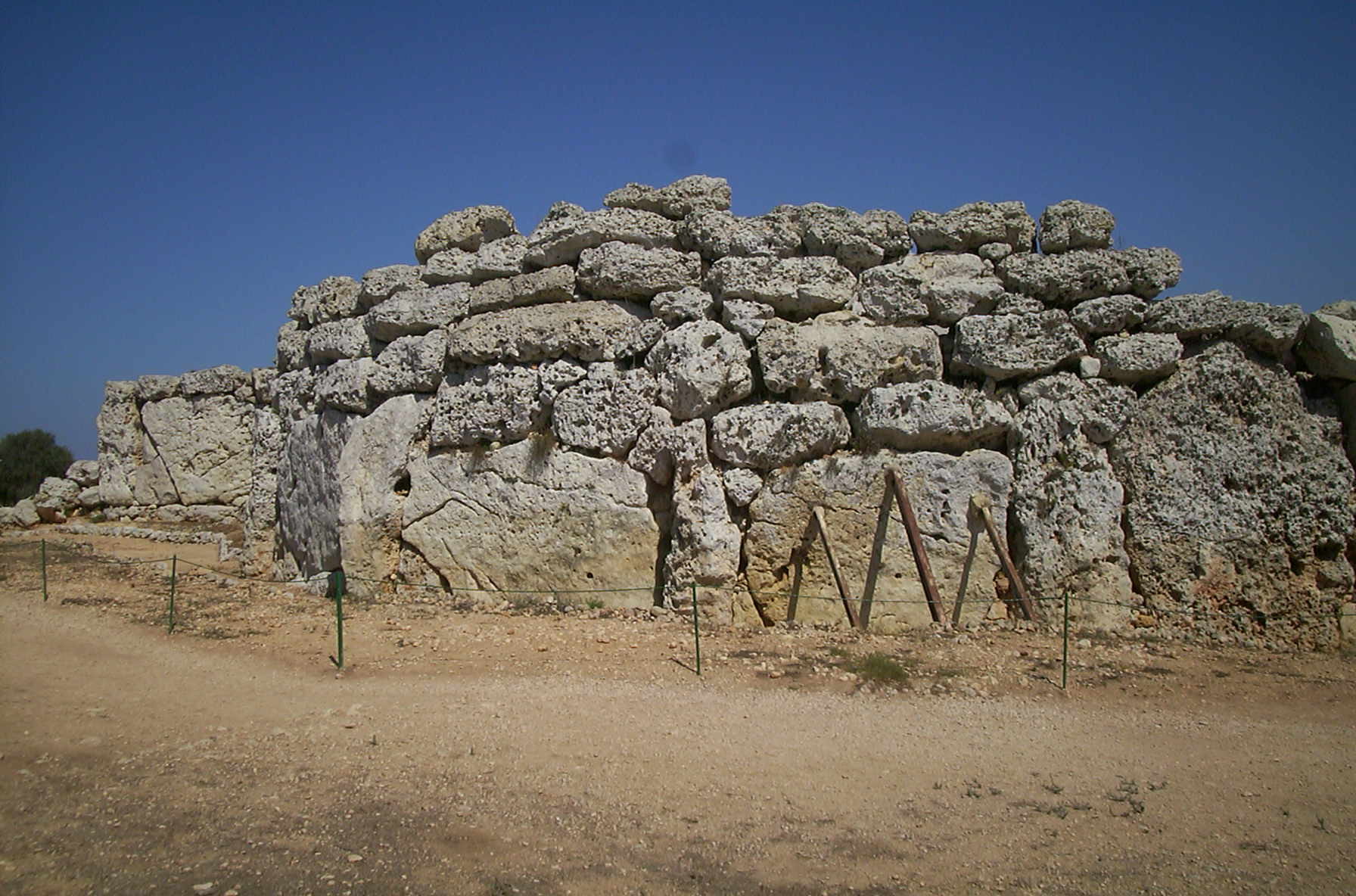
Templo de Ggantija.

 De las construcciones en piedra destacan los templos de Mudajdra, Tarxien y Ggantija, donde las técnicas de arquitectura se desarrollan en su máximo esplendor en la prehistoria de las islas. Continúan las importaciones de piedras y otros materiales de Sicilia, Lípari y Pantelaria y los productos manufacturados siguen saliendo de la isla, llegando incluso al suroeste de Italia. La desaparición brusca de esta cultura se ha atribuido a diversos factores: climatología adversa durante unos años con escasas precipitaciones, catástrofes naturales (terremotos), sobreexplotación de los recursos, ruptura de la delicada estructura social, superpoblación, etcétera, si bien los historiadores concluyen que debió ser una suma de todos o algunos de estos factores.

## Edad del Bronce
Hasta el 2500 a. C. las aldeas maltesas permanecían sin defensa alguna. A partir de la Edad del Bronce se establecen empalizadas a lo largo de las mismas, lo que señala un temor a las invasiones procedentes de sus vecinos más cercanos. En este periodo se discute si las islas de Gozo y Malta llegaron a estar en algún momento no pobladas. Lo que parece cierto es que la población era mucho menor que en el periodo anterior. La nueva sociedad tiene ahora elementos guerreros que no habían existido anteriormente y que se aplican a usar el bronce y el cobre en armas. No existen restos de construcciones, siendo aprovechadas las ya existentes, salvo algunos dólmemes repartidos indiscriminadamente por las islas. Esta cultura, más guerrera, es tecnológicamente más atrasada.
Entre el 1500 a. C. y el 725 a. C., las aldeas de los valles son abandonadas en parte para hacer construcciones más seguras en las colinas, fortificándolas. A este momento corresponden algunas construcciones ciclópeas que recuerdan a la cultura minoica y que revelan los contactos desde el año 1000 a. C. con griegos, cretenses, micénicos, habitantes de Sicilia y del suroeste de Italia.
A esta época corresponden las diversas leyendas que relacionan Malta con los escritos de Homero: hay quienes han creído ver en la isla de Gozo el hogar de Ogigia y de Odiseo antes de regresar a la guerra de Troya. También sería la isla de las sirenas que tentaban a los viajeros y la que acogió a Eneas antes de fundar Roma según lo relata Ovidio.
- Datos: Q1392671
- Multimedia: Prehistory of Malta / Q1392671